# ОКБ ИКИ
Осо́бое констру́кторское бюро́ Институ́та косми́ческих иссле́дований АН СССР (ОКБ ИКИ АН СССР) — основанный в столице Киргизской ССР в 1967 году (по другим данным в 1964 году, что на год раньше чем сам ИКИ (?)) филиал ИКИ, занимавшийся приборостроением для космической отрасли и просуществовавший до 2008 года. В последнее время не являлось филиалом ИКИ, а было приватизированным ОКБ (ОАО) "Аалам".

## История
В своё время ОКБ ИКИ был самым передовым научным институтом Средней Азии и одним из передовых предприятий науки и промышленности республики. В нём работало около 1,5 тыс. человек. При разработке использовались самые передовые технологии. ОКБ первым в СССР внедряло в производство интегральные микросхемы, микропроцессорные комплекты, микроэлектронику и лазерную технику, в 1971 году было освоено изготовление многослойных печатных плат. Создавались научные приборы для космических аппаратов, при этом выполнялся весь цикл работ — от технического задания, разработки, конструирования, изготовления, испытаний, установки и отладки в составе космического аппарата до сопровождения прибора в полете. Финансирование ОКБ осуществлялось ИКИ. ОКБ относилось к засекреченным предприятиям СССР. В 90-е годы потребность в научных приборах отпала, а многие сотрудники ОКБ перебрались в Тарусу, где было создано аналогичное предприятие — СКБ КП ИКИ РАН.

### Директора ОКБ
- Толонду Курманалиев (197х—1986)[11]
- Султанбек Табалдыев 1986-1993

## Приборы
В ОКБ было изготовлено свыше 200 уникальных оптических, электронных и механических приборов для изучения космоса. Масса некоторых превышала 1000 кг. С их помощью изучались явления на планетах Солнечной системы и лунный грунт. С помощью рентгеновских телескопов изучались Комета Галлея, Венера, Марс, Фобос. Специальный сейсмограф весом 4,5 кг, на основе микроэлектроники «Тонна-200» для гамма-телескопа, регистрировал венеротрясения и опережал другие страны по технологии того времени. Телескоп АРТ-П, установленный на космической обсерватории Гранат, причислялся к самым успешным советским приборам на орбите. Бортовые источники электропитания приобретались Кубой и Германией. Для Франции был создан наземный комплекс для работы с дальними космическими станциями. При помощи сканирующих фотоприборов для исследования природных ресурсов Земли комплекса «Фрагмент-2», возможности которых позволяли разглядеть сигарету в зубах человека, были созданы географические карты с нанесением мест залежей полезных ископаемых, что имело немалое значение для экономики страны. Некоторые изобретения ОКБ используются до сих пор в военной промышленности.
Помимо космического приборостроения разрабатывались медицинские приборы для электрофореза крови, специальный стол для проведения офтальмологических операций, онкологические скальпели для извлечения солевых камней, комплект из титана для скрепления суставов, а также автоматика для лифтов, ремонтировалась сельхозтехника.